# Distretto di Pichari
Il distretto di Pichari è uno degli undici distretti della  provincia di La Convención, in Perù. Si trova nella regione di Cusco.